# 上野村亀甲石産地

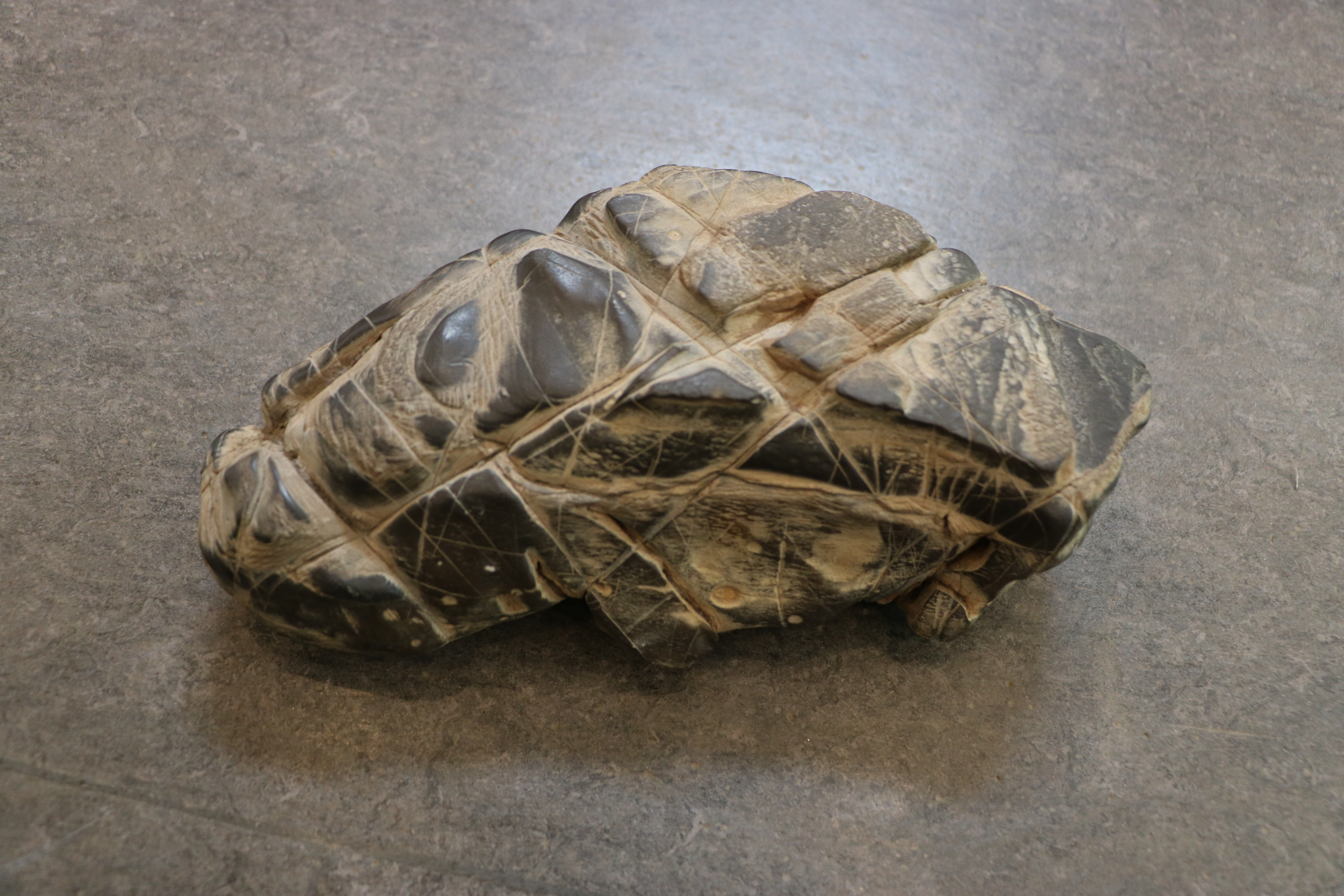
上野村で産出した亀甲石。
川の駅上野「上野村ふれあい館」展示物。2022年5月19日撮影。

上野村亀甲石産地（うえのむらきっこうせきさんち）とは、群馬県多野郡上野村楢原にある、国の天然記念物に指定された、亀甲模様の発達した泥灰岩質の炭酸塩鉱物（英: carbonate mineral）系団塊（ノジュール、英: nodule）の産出地である。上野村で産出される亀甲石の大きさは、直径数 cm（センチメートル）から数10 cmのもので、これまでに確認された最大のものは直径73 cm、短径65 cm、厚さは3 - 30 cmであるという。形状は扁平球状、または楕円球状をしており、石の表面に亀の甲羅のような線状の模様が刻まれているため「亀甲石」の名がある。
亀甲石とは特定の岩石を指すのではなく、その形状を指して呼ばれるもので様々な岩質の亀甲石が存在する。ここ上野村では主に泥質の砂岩系の岩体生成の過程で石灰質成分が混ざり合い、堆積や圧縮といった続成作用の過程で亀甲状の模様が形成されたもので、地質学用語でコンクリーションと呼ばれる天然コンクリートの一形態、セプタリアン・コンクリーション（英: septarian concretion）である。菊花石や忍ぶ石同様、無機的な作用により形成された文様をもつ偽化石の一種である。
上野村楢原の神流川左岸のこの場所は、通常では地層中に含まれる亀甲石が露頭に現れ、産出状態が観察可能な場所である点が貴重であるとされ、1938年（昭和13年）8月8日に国の天然記念物に指定された。ただし今日では、指定地付近の露頭や山腹斜面は工事等の吹き付けにより、産出状態を確認することは出来なくなっている。2006年には全国地質調査業協会連合会らが推進する日本の地質百選候補地として検討がなされたが、2007年の第一次選定、2009年の第二次選定ともに落選している。
天然記念物の指定は亀甲石そのものではなく「産出地」としてのものであり、指定地での土地改変を伴う採集は文化財保護法で禁止されているが、天然記念物指定以前に採集された上野村産出の亀甲石の現物は、指定地から神流川を挟んで南側の国道沿いにある、川の駅上野「上野村ふれあい館」や、富岡市の群馬県立自然史博物館などに展示・収蔵されている。

## 解説

### 上野村の地質概要

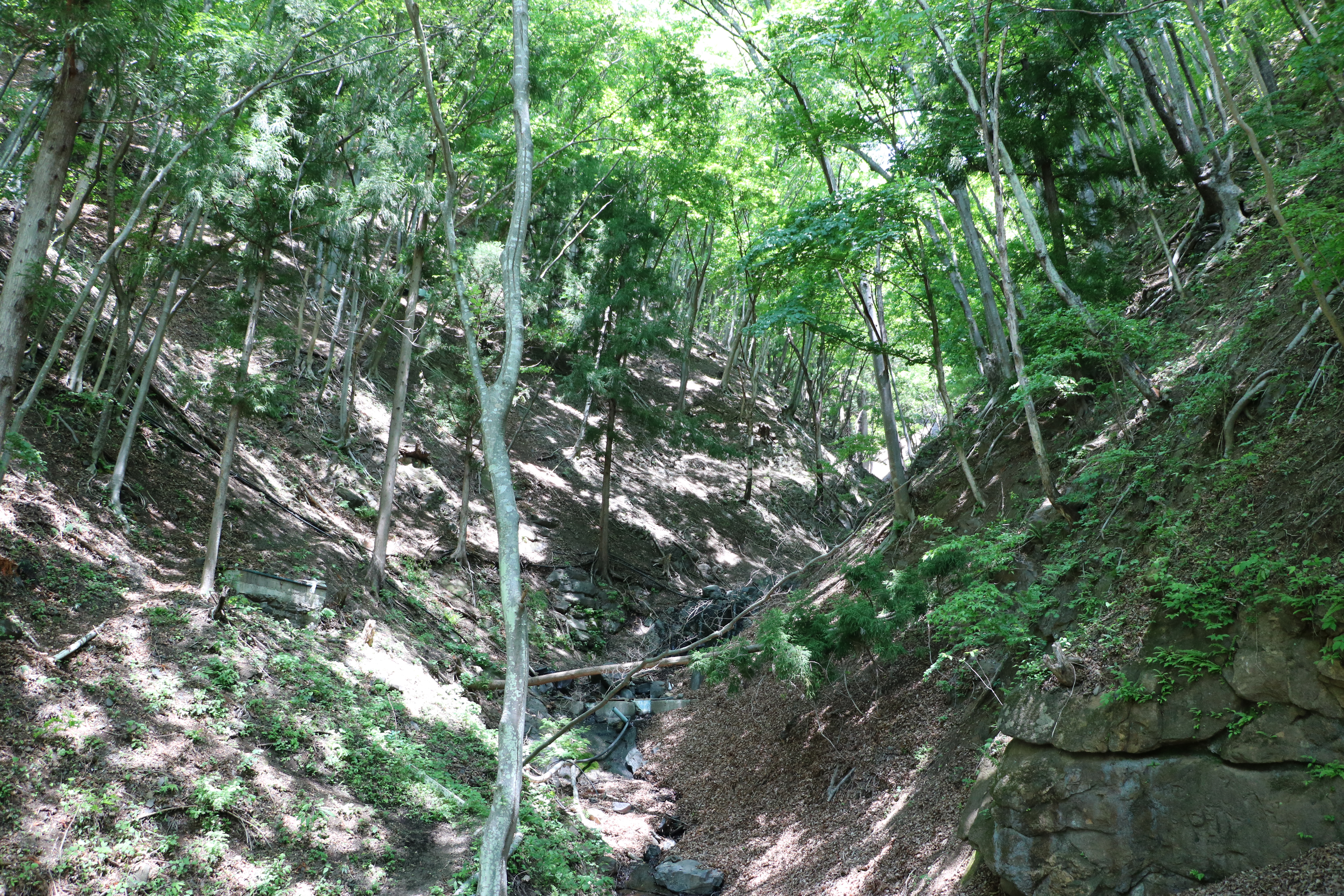
指定地付近の露頭と山腹斜面。2022年5月19日撮影。

上野村亀甲石産地の所在地は、群馬県多野郡上野村の大字楢原字堂所明ヶ沢（どうどころみょうごさわ）の山腹の一角である。その他、小八沢、野栗山、新羽沢からも産出された実績がある。上野村は群馬県の最南西端にある山間の村で、利根川水系神流川の最上流部に位置している。亀甲石の産出地として国の天然記念物に指定された場所は、神流川北岸（左岸）の旧国道299号（現村道）沿いの山腹で、現国道299号沿いにある川の駅上野「上野村ふれあい館」と神流川を挟んだ対岸に所在するが、指定地を示す案内板や標柱などは失われており、正確な位置は把握されていないが、国土地理院の発行する2万5千分1地形図（十石峠図幅）には、文化財保護法に基づく史跡・名勝・天然記念物をあらわす地図記号 「⛬」が記されている。
秩父山地に囲まれた上野村一帯の地質は主に、中生代ジュラ紀の秩父帯と山中地溝帯（さんちゅうちこうたい）と呼ばれる中生代白亜紀の地層で構成されている、このうち亀甲石が産出する山中地溝帯は、埼玉県秩父郡小鹿野町からほぼ西北西方向に、群馬県の旧中里村（現多野郡神流町）から上野村を通って、長野県南佐久郡旧佐久町（現佐久穂町）大日向（おおひなた）まで達する、幅約2 kmから4 ㎞、長さ約40 ㎞の細長い地溝帯である。国の天然記念物に指定された上野村亀甲石産地のある場所は、この山中地溝帯の中で最も古い時代の「石堂層」と呼ばれる地層であると推定されている。なお、石堂（いしどう）は佐久町大日向の地名、石堂（国道299号沿いにある乙女の滝付近）から名付けられた。
この石堂層を構成する岩石は主に、暗灰色で塊状の泥質からなる極めて細粒の泥質砂岩であり、この中に石灰質の団塊が含まれることがあって、この石灰質が含まれたものの一部に亀甲状の模様を持つものがあり、見た目が亀甲に見えることから亀甲石、または亀の子石とも呼ばれている。

### 秩父山地の亀甲石と脇水鉄五郎
亀甲石はアメリカやヨーロッパの各地では19世紀の地質学の教科書においてコンクリーションの一形態、セブタリア（septaria）として取り上げられるほど古くから知られていた。その一方で同時期の日本国内では一般にはほとんど知られておらず、上野村を含む奥秩父一帯にかけた山中から、亀甲状模様の岩石が産出することが古くから地元の人々の間では知られていたものの、主に秩父地方の素封家が収集し所持しているに過ぎなかったという。日本国内で亀甲石が学術的にはじめて報告されたのは、1907年（明治40年）のことで、地質学者の脇水鉄五郎により奥秩父の間明平（まみょうだいら、現埼玉県秩父郡小鹿野町三山）産出の亀甲石が学会へ報告されたのが最初である。
その後の地質学研究の発展により、今日では埼玉県北西部の奥秩父から群馬県南西部の上野村、長野県佐久地方へ続く地層（山中層）の中には類似する亀甲石だけでなく、貝類や植物の化石が多数含まれているものと推定されている。本来は地中深くの岩体中にある亀甲石のごく一部が、雨水や渓谷を流れる水の浸食作用で岩肌から転がり落ち、転石として河床に現れたものであるが、亀甲石はその特異な形状から人目に付きやすく、江戸時代後期には水石の収集対象として愛石家に珍重されており、脇水が報告した明治後期ではすでに、地表に現れていた大方の亀甲石は拾われ尽くされていたものと考えられている。盆石として用いられることもあった。

### 上野村の亀甲石の成因
上野村の亀甲石の成因は資料や文献によって微細な点に違いがあるが、おおまかに次のような過程によるものである。かつて上野村一帯が浅い海であった頃、後に石堂層となる泥質砂岩中の石灰質成分と粘土質成分が、長い年月をかけて混ざり合い硬い頁岩層へ変化していく過程で、地層中の一部分へ石灰成分が偏って集積したため、一部分が周囲よりも硬くなって、いわゆる団塊（以下、ノジュールと記述する）が形成された。このノジュールの表面が脱水や収縮といった乾燥の過程で、六角形状の割れ目や亀裂が生じ、その亀裂の中へ新たな石灰成分や鉄分を含んだ水（炭酸塩鉱物）が入り込んで、徐々にそれらの成分が沈殿して固まり、割れ目や亀裂をふさぎ、今日みられるような亀甲石になったと推定されている。
一般的にノジュールは、砂や泥が海底に沈んで堆積した直後の、多量に水分を含み、かつ粒子間の空隙が多くある場合に、石灰成分が濃縮して出来ると考えられるため、このような大きな空隙は沈殿した直後の状態を物語っており、堆積物が積み重なるにつれて下部の堆積層の空隙の割合は低くなるので、亀甲石の出来た堆積層は海底面から比較的浅い層であったと考えられている。このように亀甲石の元となるノジュールの成因についてはほぼ解明されているものの、脱水と収縮によりできる割れ目や亀裂が六角形や亀甲状に割れる理由については、まだよくわかっていないという。
国の天然記念物に指定された山腹や露頭付近には、天然記念物を示す案内や標柱などもなく、1999年（平成11年）に群馬県教育委員会が行った「天然記念物緊急調査」の報告書によれば、現時点において、正確な産地は不明で、地元聞き込みでも知名度は低く、有力な情報は得られなかったという。なお、指定地から神流川沿いを1 ㎞ほど下流方向へ向かった楢原地区にある、旧黒澤家住宅（国の重要文化財 ）の東側にある弁天橋の橋上から神流川上流方向を見ると、左側川岸（右岸）の泥岩質の黒い岩肌の所々に、不完全な形状ではあるが亀甲石の白色の部分が現れており、この場所は天然記念物の指定地ではないものの、堆積岩中に含まれた亀甲石の産状を観察することができる。

## 交通アクセス
所在地
- 群馬県多野郡上野村楢原大字楢原堂所明ヶ沢[4]。

交通
- 上野村には鉄道および高速道路・自動車専用道路が存在しないため、ここでは最寄りの鉄道駅・インターチェンジを示す。
  - 上信電鉄上信線下仁田駅より上野村乗合タクシー利用。終点「上野村ふれあい館」所要時間約65分[30]。
  - 上信越自動車道下仁田インターチェンジより群馬県道45号下仁田上野線湯の沢トンネル経由、約30キロメートル、車で約35分[31]。